# آخرشب با جیمی فلن
آخرشب با جیمی فلن نام برنامه‌ای گفتگومحوری است که در شب‌ها از شبکه ان‌بی‌سی پخش می‌شد. این برنامه چند ساعته با مجری‌گری جیمی فلن اجرا می‌شد.

## پیوند
- آخرشب با جیمی فلن در بانک اطلاعات اینترنتی فیلم‌ها